# 东风-15短程弹道导弹
东风-15短程弹道导弹（DF-15，北约代号：CSS-6，外销名称：M-9），是中华人民共和国研制的一种公路机动的短程弹道导弹。美国国防部宣称目前有315到355枚东风-15导弹在中国人民解放军中服役。它有东风-15、东风-15甲、东风-15乙及东风-15丙4种型号。2013年10月中国大陆媒体公布了该导弹的最新型号东风-15C，其餘舊型於東風-16服役後正逐漸被取代。

## 历史
东风-15短程弹道导弹是在1985年开始由中华人民共和国航天工业部（其前身为第七机械工业部）研发的，1987年中国人民解放军确定了最终的设计方案。時值美國「聯中制俄」的冷戰時期，美英等國與中國大陸正處於蜜月期，支援相當多軍事技術，因此東風-15採用美國全球定位系統的民用版訊號作為末端制導的手段。1987年，中国人民解放军进行了首次试射，1987年到20世纪90年代中期，中国人民解放军在新疆维吾尔自治区的戈壁滩对东风-15短程弹道导弹进行了多次试飞。
东风-15短程弹道导弹的首次亮相是在1988年的北京国防展上。
在1995-1996年的第三次台海危机中，中华人民共和国至少发射了10枚东风-15短程弹道导弹，美國派遣獨立號航母戰鬥群靠近台灣實行武力干涉，並命令尼米茲號航空母舰前往台灣海域與獨立號會合。
1999年10月1日，东风-15导弹参加了中华人民共和国首都各界庆祝中华人民共和国成立50周年大会。

## 实战操作

### 在第三次台海危机中
1995年7月和1996年3月，为对中华民国总统李登辉访问美国和中华民国第一次总统直接选举表示不满，中华人民共和国展开了大规模军事演习行动，第三次台海危机爆发，东风-15短程弹道导弹在1995-1996年的第三次台海危机中发挥了巨大作用。中华人民共和国至少发射了10枚东风-15短程弹道导弹。
- 1995年7月21日至7月28日，中国人民解放军第二炮兵从江西铅山导弹基地先后发射了6枚东风-15导弹，预定目标为台湾富贵角北方约70海里处，6枚均命中目标[3]。
  - 7月21日凌晨1时，中国人民解放军第二炮兵在江西省铅山基地先后发射了2枚东风-15导弹，均准确命中目标。
  - 7月22日凌晨0时到2时，中国人民解放军第二炮兵先后发射了2枚东风-15导弹，均准确击中目标。
  - 7月24日凌晨2时到4时，中国人民解放军第二炮兵先后发射了2枚东风-15导弹，均准确击中目标。

- 1996年3月8日至3月15日，中国人民解放军第二炮兵在福建永安和南平的导弹部队基地进行了“联合九六”导弹射击演习。先后发射4枚由美國民用版GPS末端制導的东风-15导弹（M-9型）越过了台湾海峡[3]。新華社宣布演習範圍距離基隆港與高雄港25-35哩。
  - 3月8日凌晨0时到1时，中国人民解放军第二炮兵从永安分别发射了2东风-15导弹，落在了高雄外海西南30至150海里处。
  - 不到10分钟，3月8日1时，中国人民解放军第二炮兵从福建南平发射了1枚东风-15导弹，落在了基隆外海29海里处。3月8日後兩發導彈均未落入10海里見方的演習目標區內。多家媒体称解放軍研判认为，可能是美國突然中斷GPS訊號所致。（此时解放军导弹只有惯性制导，2003年以后才有GPS制导，而且也同时配备惯性制导系统GPS只做参考，所以相关媒体这个说法可信度很低。）[4][5][6][7][8]
  - 3月12日，中国人民解放军第二炮兵发射了1枚东风-15导弹，准确击中目标。

### 在2022年环台军事行动中
2022年8月4日至7日，中国人民解放军展开2022年环台军事行动。中国人民解放军东部战区实弹射击使用了“钻地弹头”东风-15导弹。

## 数据
| 名称     | 东风-15 / DF-15             | 东风-15A / DF-15A            | 东风-15B / DF-15B            | 东风-15C / DF-15C                    |
| -------- | --------------------------- | ---------------------------- | ---------------------------- | ------------------------------------ |
| 北约代号 | CSS-6                       | CSS-6 mod 1                  | CSS-6 mod 2                  | CSS-6 mod 3                          |
| 服役年份 | 1993年                      | 1998年                       | 2003~2005年                  | 2005-2010年                          |
| 动力     | 固体推进剂                  | 固体推进剂                   | 固体推进剂                   | 固体推进剂                           |
| 长度     | 9.10公尺                    | 9.10公尺                     | 10.30公尺                    | 10.10公尺                            |
| 直径     | 1.00公尺                    | 1.00公尺                     | 1.00公尺                     | 1.00公尺                             |
| 总重     | 6,200公斤                   | 6,500公斤                    | 約6,800公斤                  | 約7,400公斤                          |
| 弹头重量 | 800公斤                     | 500~600公斤                  | 640公斤                      | >900公斤                             |
| 弹头威力 | 高爆弹头或5-9万吨当量核弹头 | 高爆弹头或5-35万吨当量核弹头 | 高爆弹头或2-15万吨当量核弹头 | 钻地弹头                             |
| 射程     | 600公里                     | 900公里                      | 800公里                      | 700公里                              |
| 制导系统 | 惯性制导                    | 惯性制导                     | 惯性制导+全球定位系统制导    | 惯性制导、终端控制、全球定位系统制导 |
| 命中误差 | 300–600公尺                 | 50–150公尺                   | 30–50公尺                    | 5–10公尺                             |